# Sicàntids
Els sicàntids (Sycanthidae) són una família d'esponges calcàries (Calcarea). Va ser descrita per Lendenfeld el 1891.

## Gèneres
Els següents gèneres pertanyen a la família Sycanthidae:
- Dermatreton (Jenkin, 1908)
- Sycantha (Lendenfeld, 1891)